# Plongée loisir

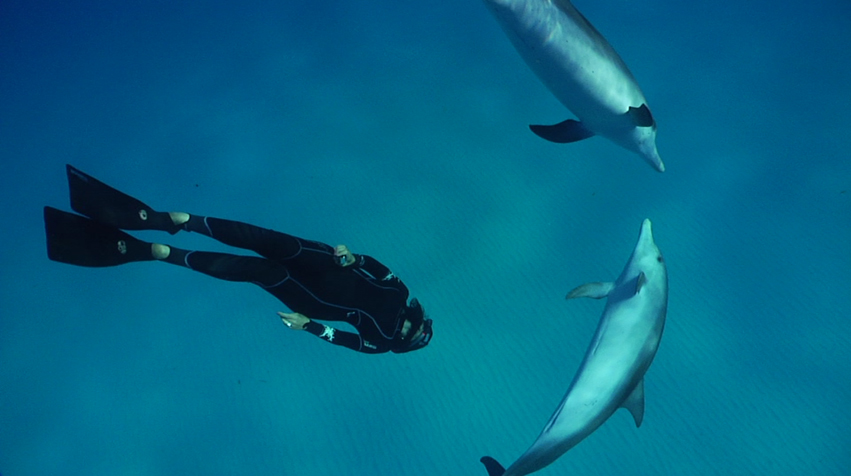
Apnéiste en plongée libre avec deux dauphins.

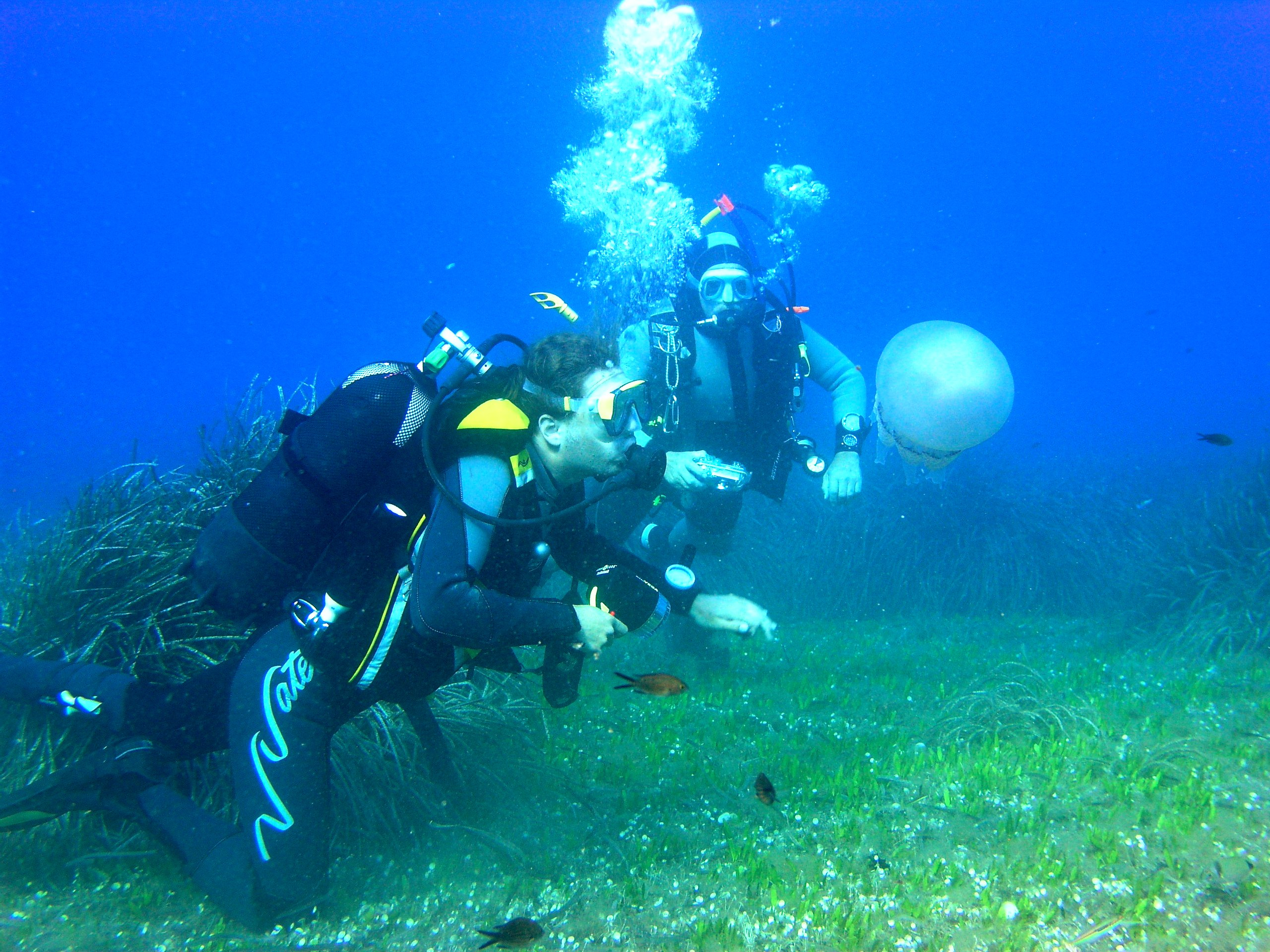
Plongeurs en scaphandre autonome au large de l'île d'Elbe en Italie.

La plongée loisir ou plongée récréative est un type de plongée sous-marine pratiqué dans le but de l'exploration, de la chasse sous-marine et d'autres activités de loisir. Il s'agit d'un terme généralement utilisé en opposition à celui de « plongée professionnelle », à vocation économique mais également à celui de « plongée technique », un autre type de plongée pratiquée sous forme de loisir mais qui demande davantage d'entraînement, d'expérience et d'équipement,. La plongée loisir est aujourd'hui essentiellement représentée par la plongée en apnée (dont la pêche sous-marine) et la plongée en scaphandre autonome (aussi appelée plongée bouteille) tandis que la plongée à l'aide d'un narguilé est davantage réservée à une pratique professionnelle.

## Histoire
La plongée loisir est à l'origine limitée à la plongée libre et à la chasse sous-marine pratiquées sans équipement respiratoire. Ces types de plongée loisir, exclusivement en apnée, nécessitent un entraînement régulier, une très bonne aisance aquatique et une bonne condition sportive, ce qui limite le nombre de leurs pratiquants. L'invention du détendeur aqualung ou Cousteau-Gagnan en 1943 crée la plongée en scaphandre autonome moderne, aussi appelée plongée bouteille. L'invention de la combinaison humide par Georges Beuchat, et des diverses améliorations et nouvelles versions de ces inventions dans les années suivantes ont constitué une révolution dans le domaine de la plongée loisir qui permettra ultérieurement une diffusion de la pratique à grande échelle. Dans un premier temps toutefois, au cours des années 1950 et 1960, la pratique de la plongée bouteille de loisir restait réservée à ceux qui avaient les moyens financiers de s'acheter ce matériel, dont le prix était élevé, et qui devaient toujours avoir une condition physique suffisamment développée en raison d'un matériel plus lourd et moins facile à utiliser qu'aujourd'hui.
Lorsque la plongée bouteille a commencé à gagner en popularité, les fabricants de matériel se sont rendu compte qu'il y avait un marché à leur portée. En effet, contrairement à la plongée libre, la plongée bouteille impose l'utilisation d'un équipement conséquent donc plus coûteux. En raison de la concurrence, cet équipement est alors devenu plus facile d'utilisation et moins cher. De nouvelles avancées ont eu lieu, de nouveaux équipements inventés : le gilet stabilisateur, les détendeurs modernes pourvus d'un seul tuyau lisse plutôt que d'un double tuyau annelé, la combinaisons étanche et les ordinateurs de plongée ont peu à peu amélioré la sécurité et le confort des plongeurs, ce qui rendit l'entraînement nécessaire à son utilisation moins difficile et poussa davantage de gens à s'y essayer. Le matériel restait toutefois encore coûteux et il a fallu attendre l'apparition des structures de plongée associatives ou commerciales pour permettre de mutualiser les coûts, de rendre plus accessible la formation des plongeurs et donc attirer davantage de pratiquants. 
En effet, jusqu'au début des années 1950, l'armée et les quelques entreprises ayant recours à la plongée professionnelle étaient les seuls à fournir un entraînement de plongée en scaphandre autonome, mais ils ne le faisaient que pour leur propre personnel et utilisaient exclusivement leurs propres équipements. La première école de plongée a été créée en France pour entraîner les possesseurs de détendeurs Cousteau-Gagnan (modèle comportant un double tuyau annelé). C'est en Australie qu'a été créée la première école de plongée utilisant un détendeur pourvu d'un seul tuyau, en 1953, à Melbourne. Cette école permettait à Ted Eldred, inventeur du détendeur à un seul tuyau, de tester facilement son matériel. Toutefois, aucune de ces écoles n'avait vocation à délivrer un enseignement international.
Il n'y avait alors aucune session d'entraînement, au sens moderne, qui soit accessible aux simples civils ayant fait l'acquisition d'un équipement de plongée en scaphandre autonome. Quelques-unes des premières sessions ouvertes aux civils ont été conduites en 1953 par le capitaine Trevor Hampton (en), dans la première école de plongée créée en Angleterre, le British Diving Centre, et en 1954 lorsque le comté de Los Angeles (aux États-Unis) a créé un diplôme d'instructeur de plongée (Underwater Instructor Certification Course). Les premières années d'instruction ont évolué vers la forme d'un enseignement amateur dans le cadre d'un club ; outre les organisations précédemment citées, l'YMCA (Association Chrétienne de Jeunes Gens) a constitué son propre club de plongée dès 1959.
L'enseignement professionnel de la plongée bouteille a été ouvert au grand public la même année lorsque l'association à but non lucratif NAUI s'est formée, avant de se dissoudre pour voir apparaître à sa place l'entreprise PADI en 1966,.
Aujourd'hui, PADI produit environ 950 000 certifications de plongée par an. 550 000 de ces certifications sont des niveaux d'entrée en plongée bouteille (Discover Scuba Diving ou Open Water), le reste étant constitué de certifications plus avancées ou concernent la plongée en apnée (Basic Freediver, Freediver, Advanced Freediver et Master Freediver).

## La plongée loisir aujourd'hui
Les nouveaux développements techniques ont réduit le coût et les efforts physiques nécessaires à l'usage du matériel. Avec l'apparition de la plongée bouteille en plus de la plongée libre, la plongée loisir est devenue une activité plus populaire, beaucoup moins réservée aux seuls sportifs comme elle avait pu l'être auparavant. Aujourd'hui, la plupart des villes ou des régions réputées pour leurs spots de plongée possèdent leurs clubs et leurs magasins, proposant le remplissage des bouteilles, le matériel et l'entraînement.
Dans les zones tropicales et subtropicales du monde, il y a un large marché pour les « plongeurs vacanciers » ; une catégorie de plongeurs qui s'entraînent et plongent pendant les vacances, dans des destinations parfois éloignées (mer Rouge, Caraïbes, Polynésie, Philippines...), mais ne plongent que très rarement près de chez eux.
Dans le secteur de la plongée bouteille, l'usage du nitrox et des recycleurs est actuellement en augmentation, particulièrement dans les zones où la plongée sur épave, plus profonde, constitue le principal type de plongée. En général, la profondeur des plongées loisir, en apnée comme en scaphandre autonome, reste limitée à un maximum de 30 ou 40 mètres (la plongée à l'air est limitée à 60 mètres en France). Au-delà de ces profondeurs certains problèmes de sécurité apparaissent, notamment pour les plongeurs bouteille tels la narcose, le froid et la gestion de l'oxygène (voir hyperoxie). Les plongeurs souhaitant pratiquer de telles plongées en scaphandre autonome doivent donc bénéficier d'un entraînement particulier, ainsi que d'un équipement plus perfectionné. Ils ne sont alors plus dans le cadre de la plongée loisir proprement dite, mais dans celui de la plongée technique.

## Équipement standard
Commun à la plongée bouteille et à la plongée libre :
- Masque de plongée
- Paire de palmes
- Combinaison de plongée, en général humide, parfois semi-étanche ou étanche selon la température de l'eau
- Lestage sous la forme d'une ceinture de plombs en plongée libre ou de plombs dans les poches du gilet de stabilisation en plongée bouteille

Propre à la plongée en scaphandre autonome :
- Gilet de stabilisation (couramment appelé « stab »)
- Bouteille de plongée
- Détendeur de plongée
  - En plus du détendeur simple, on peut avoir un manomètre et un deuxième embout (détendeur de secours) qui se distingue par sa couleur jaune
- Ordinateur de plongée ou profondimètre + montre + tables de plongée
- Parachute de palier si l'on plonge en autonomie (à partir du niveau 2)

## Lieux de plongée
La plupart des lieux remplis d'eau peuvent être utilisés comme sites de plongée.
- Les mers et les océans sont de loin les lieux les plus fréquentés par la majorité des plongeurs. L'eau salée donne aux plongeurs une flottabilité légèrement plus grande que l'eau douce, en proportion de la quantité de sel présente dans l'eau. On y trouve une grande variété en matière de faune et de flore (corail notamment).
- Les lacs, lorsqu'ils sont petits, peuvent être utilisés pour la plongée d'entraînement. Lorsqu'ils sont plus larges, ils contiennent parfois une vie marine qui vaut le coup d'œil et/ou des épaves. Les lacs artificiels, tels ceux qui occupent d'anciennes carrières à ciel ouvert, ont une visibilité moindre. Certains lacs se trouvent à une haulte altitude, ce qui requiert l'usage de tables ou d'un ordinateur spécifique (voir plongée en altitude).
- Les grottes inondées, plus dangereuses que la plongée en mer, requièrent un entraînement particulier (voir plongée souterraine).
- Les rivières, quant à elles, se caractérisent généralement par une faible visibilité, beaucoup de boue dans le fond et de forts courants.
- Les carrières abandonnées sont populaires dans les terres, aussi bien pour l'entraînement que pour la plongée loisir. Les carrières de pierre bénéficient généralement d'une visibilité raisonnable sous l'eau, car elles contiennent peu de boue ou de sable. Dans la mesure où la vie sous-marine y est inexistante, elles contiennent souvent des objets placés là exprès pour être explorés par les plongeurs, tels que des bateaux intentionnellement coulés, de vieux avions, des automobiles, et même des structures de type silos à grains ou chariots de mine.

## Ce que l'on trouve sur site
Toutes sortes de phénomènes sous-marins, vivants ou non, peuvent rendre un site intéressant pour la plongée.

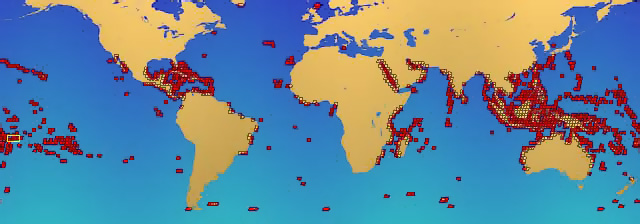
Cette carte de la NASA montre les lieux les mieux pourvus en récifs coralliens, recherchés par les plongeurs pour leurs formes de vie riches et variées.

- La faune et la flore : coraux, poissons, éponges, raies, mollusques, cétacés, crustacés, phoques... sont généralement ce qu'il y a plus recherché.
- La topographie. récifs coralliens, tombants (falaises sous-marines, etc.), peuvent être spectaculaires. Les sites les plus profonds sont généralement explorés par des plongeurs en scaphandre autonome qui doivent néanmoins réduire leur temps de plongée, en raison d'une consommation d'air plus forte (car elle s'accroît en même temps que la pression de l'eau, qui elle-même augmente avec la profondeur). Jusqu'à 40 mètres de profondeur les sites peuvent être pratiqués en plongée libre par des plongeurs entraînés ou en scaphandre autonome. Les sites situés à moins de 20 mètres de profondeur sont surtout adaptés à la plongée libre, puis aux randonnées subaquatiques avec alternance entre apnée et snorkeling jusqu'à 10 mètres de profondeur. Enfin les sites situés à moins de 5 mètres de profondeur s'observent essentiellement depuis la surface par la pratique du snorkeling exclusif.
- L'histoire ou les items culturels. Les épaves de bateaux ou d'avions, en plus de leur valeur historique, constituent des habitats écologiques artificiels plus ou moins riches en faune et flore qui en font des sites de plongée attractifs.
- Sous l'eau, la visibilité peut varier énormément selon le site et les circonstances de la plongée. Une faible visibilité provient d'une grande quantité de particules flottant dans l'eau, telles que la boue, le sable ou le plancton. Les courants marins peuvent chasser les particules ; cependant, nager trop près du fond peut soulever les particules et les faire flotter dans l'eau, formant ainsi un nuage de sable ou de boue.
- La température connaît elle aussi de grandes variations selon les sites pratiqués. Plonger en eau chaude est confortable, demande un effort moindre, et les mers chaudes regorgent de vie sous-marine. La plongée en eau froide, qui demande un effort plus important, peut se pratiquer en combinaison semi-étanche ou étanche. De telles combinaisons offrent une protection optimale contre le froid, mais sont encore coûteuses et plus difficiles à utiliser. En dépit du confort moindre de la plongée en eau froide, celle-ci peut se révéler intéressante pour la visite de certaines épaves, lacs, carrières, et dans la mesure où l'on y trouve des espèces de poissons ou d'algues vivant uniquement en eau froide.
- Lorsque l'on plonge dans l'océan, la marée et certains courants marins peut transporter des nutriments qui enrichissent la vie sous-marine. Ces courants peuvent toutefois être dangereux pour les plongeurs lorsqu'ils les éloignent du bateau ou du bord. Il en va de même pour la marée, qui, lorsqu'elle rencontre des surfaces verticales sous l'eau, peut provoquer de forts courants vers le haut ou le bas : un plongeur emporté par de tels courants peut voir sa profondeur varier à l'excès en peu de temps et risque un barotraumatisme. Ce dernier cas reste rarissime et peu signalé.